# 학교 가는 길 (2021년 영화)
학교 가는 길(A Long Way to School)은 한국에서 제작된 김정인 감독의 2021년 다큐멘터리 영화이다. 이은자 등이 주연으로 출연하였다.
서울서진학교 건립 투쟁 과정을 소재로 하였다.

## 출연

### 주연
- 이은자
- 정난모
- 조부용
- 장민희
- 김남연